# Dnevnik Diane Budisavljević (film)
Dnevnik Diane Budisavljević je hrvatsko-srpsko-slovenačka koprodukcija iz 2019. godine, koji je režirala Dana Budisavljević. Premijerno je prikazan 18. jula 2019. godine na Pulskom filmskom festivalu gde je osvojio Zlatnu arenu za najbolji film, nagradu publike kao i nagrade za montažu, muziku i najbolju režiju. Film je snimljen prema dnevniku koji je vodila Diana Budisavljević i koji opisuje akciju spašavanja više od 10.000 srpske dece iz logora smrti Nezavisne države Hrvatske.

## Kratak sadržaj
Kroz perspektivu protagonistkinje, dobrostojeće domaćice austrijskog porekla i katoličke veroispovesti udate za doktora srpskog porekla pravoslavne veroispovesti, priča prati neverovatnu i najveću spasilačku akciju koja se desila u Zagrebu tokom Drugog svetskog rata. Ovo je priča o ženi koja je sa nekolicinom najbližih saradnika spasila od neizbežne smrti preko 10.000 srpske dece zarobljene u ustaškim kampovima. Njeno ime dugo je bilo izbrisano iz istorije dok su njena dela pripisivana drugima. Njen identitet ostao je nepoznat čak i deci čije je živote spasila. Njeno ime je Diana Budisavljević.
Uverena da njen život nije vredniji od života nedužno progonjenih, Diana Budisavljević sa nekoliko prijatelja pokreće rizičnu akciju spašavanja više od 10 000 uglavnom srpske dece iz logora smrti Nezavisne države Hrvatske. Dok joj je njeno austrijsko poreklo u jednom trenutku išlo u prilog, u okolnostima istorijskih previranja ono ipak postaje teret zbog kojeg je jedna od najvećih humanitarnih priča Drugog svetskog rata ostala neispričana.

## Uloge
| Glumac            | Uloga                |
| ----------------- | -------------------- |
| Alma Prica        | Diana Budisavljević  |
| Igor Samobor      | Julije Budisavljević |
| Biserka Ipša      | gospođa Djakula      |
| Livio Badurina    | Alojzije Stepinac    |
| Ermin Bravo       | Kamilo Bresler       |
| Areta Čurković    | Dragica Habazin      |
| Krešimir Mikić    | M. Stein             |
| Mirjana Karanović | Mira                 |
| Vilim Matula      | Hecker               |
| Jerko Marčić      | Madjer               |
| Tihomir Stanić    | Dr Marko Vidaković   |

## Spoljašnje veze
- Dnevnik Diane Budisavljević na sajtu  (jezik: engleski)
- Dostojanstveno, kompleksno i osećajno („Politika”, 12. novembar 2019)
- "Dobro je da mladi Hrvati saznaju šta se desilo u NDH": Dana Budisavljević za "Novosti" posle prikazivanja njenog filma na HRT („Večernje novosti”, 24. april 2020)
- Hrvati uvrstili "Dnevnik Diane Budisavljević" u školski program (B92, 10. jul 2020)